# 重要施設の周辺地域の上空における小型無人機等の飛行の禁止に関する法律
重要施設の周辺地域の上空における小型無人機等の飛行の禁止に関する法律（じゅうようしせつのしゅうへんちいきのじょうくうにおけるこがたむじんきとうのひこうのきんしにかんするほうりつ、平成28年法律第9号）は、国会議事堂、内閣総理大臣官邸その他の国家の重要施設等、外国公館等、防衛関係施設および原子力事業所の周辺地域の上空における小型無人機（ドローン等）および特定航空用機器等の飛行の禁止に関する日本の法律である。略称は小型無人機等飛行禁止法、ドローン規制法。

## 概要
2015年（平成27年）4月22日の首相官邸無人機落下事件により、ドローンを用いたテロリズムや犯罪行為が起こる危険性が明らかになると、ドローン等の飛行ルールや重要な施設などの上空でのドローンの飛行禁止について定める必要が生じた。ドローン等の飛行ルールについては同年12月10日に施行された改正航空法により定められた。そこで、残る重要施設などの上空でのドローン等の飛行禁止について定めるため、この法律が制定された。2016年（平成28年）4月7日施行。

### 制定経緯
2015年（平成27年）6月12日に、第189回国会に提出された。
衆議院で以下の修正がされた上で、2015年（平成27年）7月9日に可決され、参議院において閉会中審査となった。
- 題名を修正する[注 1]。
- 危機管理行政機関・原子力事業所を対象に追加する。
- 小型無人機の飛行だけでなく、「特定航空用機器を用いて人が飛行すること」を対象に追加する。

第190回国会では、参議院で他の法律の施行などに伴う所要の修正がされた上で、2016年（平成28年）3月11日に可決され、同年3月17日に衆議院で可決され、成立した。
2016年（平成28年）3月18日に公布され、「公布の日から起算して二十日を経過した日から施行する」こととされ（附則1条本文）、同年4月7日に一部の規定を除き施行した。
2016年（平成28年）4月7日には、内閣官房、内閣府（宮内庁）、最高裁判所及び国会が対象施設等を指定した。
2016年（平成28年）5月23日には、「公布の日から起算して三月を超えない範囲内において政令で定める日から施行する」こととされていた（附則1条ただし書）一部の規定が施行した。

### 第1次改正
2019年（令和元年）5月24日公布、6月13日施行の法律第10号「国会議事堂、内閣総理大臣官邸その他の国の重要な施設等、外国公館等及び原子力事業所の周辺地域の上空における小型無人機等の飛行の禁止に関する法律等の一部を改正する法律」によって、「防衛施設」が追加されるとともに題名が「重要施設の周辺地域の上空における小型無人機等の飛行の禁止に関する法律」に改題された。

### 第2次改正
2020年（令和2年）6月24日公布の法律第61号「無人航空機等の飛行による危害の発生を防止するための航空法及び重要施設の周辺地域の上空における小型無人機等の飛行の禁止に関する法律の一部を改正する法律」第2条による改正で「空港」が追加され、国土交通大臣が指定する空港（新千歳空港、成田国際空港、東京国際空港、中部国際空港、大阪国際空港、関西国際空港、福岡空港、那覇空港）の周辺地域（空港の敷地・区域やその周辺概ね300ｍの地域）の上空において、重さや大きさにかかわらず、小型無人機等の飛行が禁止された（令和2年7月15日告示公布、7月22日施行）。飛行を行う場合は飛行の48時間前までに空港管理者、都道府県公安委員会、管区海上保安部長への通報が義務付けられた。

## 内容

### 禁止行為
- 何人も、対象施設周辺地域の上空において、小型無人機等[注 3]の飛行を行ってはならない（8条1項）[注 4]。ただし、以下の小型無人機等の飛行であって、あらかじめその対象施設周辺地域を管轄する都道府県公安委員会[注 5]に通報したものについては、この限りでない（8条2項及び3項）。
  - 対象施設の管理者又はその同意を得た者がその対象施設周辺地域の上空において行う小型無人機等の飛行
  - 土地の所有者若しくは占有者又はその同意を得た者がその上空において行う小型無人機等の飛行
  - 国又は地方公共団体の業務を実施するために行う小型無人機等の飛行

### 小型無人機
小型無人機とは、「飛行機、回転翼航空機、滑空機、飛行船その他の航空の用に供することができる機器であって構造上人が乗ることができないもののうち、遠隔操作又は自動操縦（プログラムにより自動的に操縦を行うことをいう。）により飛行させることができるもの」を言う。（法律第2条第3項）

#### 特定航空用機器
特定航空用機器とは以下のものをいう（国家公安委員会規則）。
1. 操縦装置を有する気球
2. ハンググライダー（原動機を有するものを含む。）
3. パラグライダー（原動機を有するものを含む。）
4. 回転翼の回転により生ずる力により地表又は水面から浮揚した状態で移動することができ、かつ、操縦装置を有する機器であって、当該機器を用いて人が飛行することができるもの（航空法第2条第1項に規定する航空機に該当するものを除く。）
5. 下方へ噴出する気体の圧力の反作用により地表又は水面から浮揚した状態で移動することができ、かつ、操縦装置を有する機器であって、当該機器を用いて人が飛行することができるもの

第5号については、ホバーボード、フライボード等や、ジェットパック等が想定されるが、これらに限定はされない。

### 対象その他
- 以下に掲げる者は、それぞれに定める対象施設の敷地又は区域を指定しなければならず（3条1項）、その敷地又は区域及びその周囲おおむね300メートルの地域を対象施設周辺地域として指定するものとする（3条2項）。
  - 衆議院議長及び参議院議長 その所管に属する国会議事堂、議員会館並びに衆議院議長及び参議院議長の公邸その他国会に置かれる機関の庁舎であって東京都千代田区永田町一丁目又は二丁目に所在するものの敷地（1号）
  - 内閣総理大臣 内閣総理大臣官邸並びに内閣総理大臣及び内閣官房長官の公邸の敷地並びに皇居及び御所であって東京都港区元赤坂二丁目に所在するものの区域（一般の利用に供される区域を除く。）（2号）
    - 2017年6月制定の「天皇の退位等に関する皇室典範特例法」附則第4条の規定により、退位後に明仁が上皇として居住する御所（仙洞御所）も、この対象施設に追加された。

  - 対象危機管理行政機関[注 6]の長 その庁舎であってその担う危機管理に関する機能を維持するため特に必要なものとして政令で定めるもの[注 6]の敷地（3号）
  - 最高裁判所長官 最高裁判所の庁舎であって東京都千代田区隼町に所在するもの（4号）

- 総務大臣は、衆議院議員又は参議院議員の所属している政党[注 7]の要請があったときは、その主たる事務所を対象政党事務所として指定するものとし（4条1項）、その敷地及びその周囲おおむね300メートルの地域を対象施設周辺地域として指定するものとする（4条2項）。

- 外務大臣は、外交関係に関するウィーン条約に規定する使節団の公館、領事関係に関するウィーン条約に規定する領事機関の公館及び条約において不可侵とされる外国政府又は国際機関の事務所並びに外国要人[注 8]の所在する場所を対象外国公館等として指定することができ（5条1項）、その敷地又は区域及びその周囲おおむね300メートルの地域を対象施設周辺地域として指定するものとし（5条2項）、これらの指定は、期間を定めて指定するものとする（5条3項）。

- 国家公安委員会は、原子力事業所であってテロリズム[注 9]の対象となるおそれがあり、かつ、対象となった場合に広域にわたり、国民の生命及び身体に甚大な被害を及ぼすおそれのあるものとして政令で定めるもの[注 10]を対象原子力事業所として指定することができ（6条1項）、その敷地又は区域及びその周囲おおむね300メートルの地域を対象施設周辺地域として指定するものとする（6条2項）。

- 以下の者は、それぞれに定めるときは、直ちに指定を解除しなければならない。
  - 対象危機管理行政機関[注 6]の長 対象施設でなくなったとき（3条5項）
  - 総務大臣 対象政党から指定の解除の要請があったとき又は対象政党事務所が対象政党の主たる事務所でなくなったとき（4条6項）
  - 外務大臣 指定の必要がなくなったとき（5条6項）
  - 国家公安委員会 指定の必要がなくなったとき（6条5項）

- 警察官、皇宮護衛官及び海上保安官は、第8条第1項又は第3項の規定に違反して小型無人機等の飛行[注 11]が行われていると認められる場合には、その小型無人機等の飛行[注 11]を行っている者に対し、その機器を対象施設周辺地域の上空から退去させることその他の対象施設に対する危険を未然に防止するために必要な措置をとることを命ずることができ（9条1項）[注 12]、命ぜられた者が措置をとらないとき、相手方が現場にいないため命ずることができないとき又は命ずるいとまがないときは、対象施設に対する危険を未然に防止するためやむを得ない限度において、小型無人機等の飛行の妨害、機器の破損その他の必要な措置をとることができる（9条2項）。

- これらのほか、指定・解除は官報で告示しなければならないこと（3条4項及び6項、4条4項及び7項、5条5項及び8項並びに6条4項及び7項）・対象施設等に関する地図を作成し、インターネットなどにより公表するものとすること（7条）などを規定する。

### 対象外国公館等の指定履歴
2016年（平成28年）4月7日の施行とともに、G7外相会合のため、開催場所であるグランドプリンスホテル広島が同年4月9日から4月11日、また訪問先である厳島神社及び平和記念公園が同年4月10日から4月11日、それぞれ対象施設に指定された。
2016年（平成28年）4月20日には、G7農業相会合のため、朱鷺メッセが同年4月23日から4月24日まで対象施設に指定された。
2016年（平成28年）4月26日には、G7情報通信相会合のため、高松シンボルタワーが同年4月29日から4月30日まで対象施設に指定された。
2016年（平成28年）4月28日には、G7エネルギー相会合のため、リーガロイヤルホテル小倉が同年5月1日から5月2日まで対象施設に指定された。
2016年（平成28年）5月11日には、G7教育相会合のため倉敷アイビースクエアが同年5月14日から5月15日まで、G7環境相会合のため富山国際会議場が同年5月15日から5月16日まで、G7科学技術相会合のためつくば国際会議場が同年5月15日から5月17日まで、それぞれ対象施設に指定された。
2016年（平成28年）5月17日には、G7財務相会合のため、ホテル佐勘が同年5月20日から5月21日まで対象施設に指定された。
2019年（令和元年）
- 5月22日、アメリカ合衆国大統領ドナルド・トランプの来日に合わせ、訪問先の周辺（東京国際空港・千葉県茂原市のゴルフ場・国技館・迎賓館・横須賀海軍施設等、計10箇所）が、滞在期間中の5月25日から5月28日まで対象施設に指定された[15]。